# Championnat du Languedoc de football (USFSA)
Le championnat du Languedoc de football USFSA est une compétition française de football, disputée annuellement entre 1906 et 1914 et organisée par la commission football du Comité du Languedoc de l'Union des sociétés françaises de sports athlétiques (USFSA).
Le Comité du Languedoc regroupait essentiellement les clubs héraultais et gardois.
Le vainqueur de cette compétition régionale était qualifié pour le championnat de France à partir de 1907. L'Olympique de Cette a remporté le titre de champion du Languedoc à sept reprises sur huit éditions

## Historique[1]
Le 19 mars 1906, est créé le Comité du Languedoc de l’USFSA, dont le siège est à Cette, Café du Grand Balcon, au n° 12 du quai de Bosc. Son premier président est le cettois Louis Koester-Bencker.
Le comité est composé de 5 commissions, celle gérant le football-association étant présidée par le Docteur Henri Dollard.
Auparavant, les clubs languedociens dépendaient du Comité du Sud de l'USFSA, créé en 1897 et basé à Toulouse.
Le déclenchement de la première guerre mondiale stoppe un temps les activités du comité languedocien. Elles reprennent en mars 1916 sous l’impulsion d’un comité régional provisoire pour le temps de guerre. Mais la création en décembre 1916 de la Ligue du Midi de Football Association (LMFA), structure entièrement consacrée au football, attire de nombreux clubs languedociens et affaiblit l'USFSA locale. Le Comité du Languedoc n'organise alors plus de compétitions et disparaît en 1919 dans la Ligue du Sud de la toute jeune FFFA.

## Palmarès
| Année | Champion             | Parcours en championnat de France |
| ----- | -------------------- | --------------------------------- |
| 1907  | Olympique de Cette   | 1er tour                          |
| 1908  | Sporting Club nîmois | 2ème tour                         |
| 1909  | Olympique de Cette   | 8e de finale                      |
| 1910  | Olympique de Cette   | 1/4 de finale                     |
| 1911  | Olympique de Cette   | 1/2 finale                        |
| 1912  | Olympique de Cette   | 1/2 finale                        |
| 1913  | Olympique de Cette   | 1/2 finale                        |
| 1914  | Olympique de Cette   | Finale                            |

## Détails par saison

### Saison 1906-1907
Cette 1ère édition du Championnat du Languedoc voit le sacre de l'Olympique Cettois.
En 2ème série, le Sporting Club Nîmois(2) est champion du Languedoc, après avoir gagné la poule gardoise devant le Junior Club Nîmois. Il se qualifie pour les Championnats du Littoral puis du Sud qu'il remporte. Il terminera 3ème du Championnat de France 2ème série .

### Saison 1907-1908[5]
Cette 2ème édition verra l'Olympique Cettois se faire détroner pour la première et dernière fois.
Seules deux équipes sont engagées dans le championnat de 1ère série : l'Olympique Cettois (tenant du titre) et le Sporting Club nîmois.
Le dimanche 12 janvier 1908, à Cette,  le SCN remporte la finale devant l'OC sur le score de 2 buts à 0.
Les Gardois sont donc sacrés Champions du Languedoc de 1ère série et se qualifient pour le Championnat de France. Ils se font éliminer par l'Olympique de Marseille au 2ème tour préliminaire.
En 2ème série, les clubs participants sont : Sporting Club Nîmois (2), Olympique de Cette (2), Union Cycliste de Vergèze, Union Sportive Alaisienne, Union Sportive Cettoise, Athlétic Club de Nîmes 
En 3ème série, on retrouve : Sporting Club Nîmois (3), Olympique de Cette (3), Racing Club de Lunel, GSP